# Noormannenkasteel (Paternò)
Het Noormannenkasteel in Paternò, een gemeente in de Siciliaanse provincie Catania, bestaat uit een donjon gebouwd op een 300-meter hoge rotsheuvel. Het is gelegen aan de Via dei Normanni. 

## Naam
De naam komt van de bouwmeester Rogier I van Sicilië van het Huis Hauteville (eind 11e eeuw), de Normandische heerser over Zuid-Italië en Sicilië.

## Beschrijving
Het grondpatroon is een onregelmatig parallellepipedum: bovenaan zijn de afmetingen 24,3 meter op 18,0 meter. De donjon telt drie verdiepingen en is 34 meter hoog. De muren zijn 2,60 meter dik. De stenen zijn van lavasteen met uitzondering van de hoekstenen die kalkstenen zijn. De kantelen met een typische Ghibellijnse vorm zijn bijna allemaal verdwenen.
Op de eerste verdieping is de wapenzaal en de kapel San Giovanni met muurschilderingen. Op de tweede verdieping bevindt zich een galerij met hoge vensters en een loggia. Nog op de tweede verdieping waren er destijds logeerkamers voor koninklijke gasten ingericht; de fresco’s dateren van het begin van de 14e eeuw.

## Historiek
Rogier I van Sicilië liet het kasteel optrekken in het jaar 1072. Het was in een periode dat hij de Siciliaanse Arabieren bevocht van het instortende emiraat Sicilië. Gelijkaardige kastelen verrezen in Adrano en Motta Sant'Anastasia, want hiermee kon hij de vallei van de rivier Simeto controleren. Bij de bouw van het kasteel had Rogier I de stad Catania nog niet veroverd op de moslims. Vanuit het kasteel werd het Normandische graafschap Paternò opgericht. Wanneer het kasteel af was, schonk Rogier I het aan zijn dochter Flandina en schoonzoon Enrico del Vasto uit het Huis der Aleramiden. Het dorp naast het kasteel kwam in bloei door Normandische handelaars uit het Zuid-Italiaanse vasteland. 
Na de val van het Normandische bestuur schonk Hendrik VI, Rooms keizer en koning van Sicilië, het kasteel aan de Normandische edelman Bartolomeus van Lucy nabij Dieppe. Bartolomeus werd ingezworen als graaf van Paternò. Hij was gehuwd met de laatste nazaat uit het Huis der Aleramiden, Desideria Aleramica. De graven van Paternò betrokken het kasteel onder de opeenvolgende regimes van het Huis Anjou en de Kroon van Aragón. Uitzondering was de periode 1398-1431 toen het graafschap behoorde tot het kroondomein van de koningen van Aragon. Dit gebeurde onder de regering van koning Frederik II van Sicilië en Eleonora van Anjou; een baljuw bestuurde Paternò. Het kasteel zelf was deel van de huishouding van de koningin van Sicilië.
Van 1456 tot 1812 werd het graafschap Paternò bestuurd door de Spaanse graven van Moncada. Deze familie bezat ook het Noormannenkasteel in Adrano. Nochtans werd het kasteel Paternò nog weinig bewoond vanaf de 15e-16e eeuw. De gelijkvloers van het Noormannenkasteel werd gebruikt als gevangenis.
In 1812 werd het feodale systeem afgeschaft onder Napoleontisch bestuur en verloor de grafelijke familie Moncada het Noormannenkasteel. Het gebouw hield niet veel later op een gevangenis te zijn. Na de eenmaking van Italië werd het publiek bezit en vonden er restauratiewerken plaats.